# LALISA (单曲专辑)
《LALISA》是韓國女子組合BLACKPINK的成员Lisa的首張個人K-pop單曲專輯，於8月26日開放預購，並由YG娛樂在2021年9月10日發行。實體專輯在韩国Gaon音樂榜排行榜上首次亮相，成為該排行榜歷史上女性個人歌手的最暢銷專輯，並以736,221張的銷售量創下所有女性歌手首週銷量最高的紀錄。它於2021年11月被韓國音樂內容協會(KMCA)認證為雙白金唱片，銷量達到800,000張專輯。
〈LALISA〉在專輯發行的同一天作為主打單曲發行。這首歌在告示牌全球二百大單曲榜中排名第二，在美國告示牌百大單曲榜（Billboard Hot 100）中排名第84位。B面單曲〈MONEY〉繼成功後於11月9日被發送到美國當代熱門電台，並在告示牌全球二百大單曲榜排名第10名，在美國告示牌百大單曲榜（Billboard Hot 100）排名第90位，使這張專輯成為女性個人歌手首張歌曲都進入美國告示牌百大單曲榜的專輯。

## 背景与发行
2021年初，所属公司宣布Rosé及Lisa将成为继成员Jennie之后，第二位及第三位SOLO的成员。
2021年8月23日，官方釋出個人出道海報。
2021年8月26日，官方再次釋出個人出道海報並宣布将於9月10日以個人身分正式出道。
2021年8月30日，釋出标题海报，正式告知主打歌曲同單曲專輯名为「LALISA」。
2021年9月5日，釋出歌詞海報，其內容為「Catch me if you can」。
2021年9月10日，主打歌曲音樂錄影帶釋出。該影片在韩国时间下午01:00首映，吸引了超過870萬人同時在線觀看，歷時12小時突破5000萬觀看次數。在24小時內，《LALISA》達到7360萬次的觀看次數，刷新了Youtube網站個人歌手24小時最高點擊紀錄。
2021年9月12日，音樂錄影帶歷時2天又1小時突破一億觀看次數，更刷新了韓國個人歌手最快破億的記錄。
2021年9月24日，音樂錄影帶歷時13天又19小時突破兩億觀看次數。
2021年10月27日，音樂錄影帶歷時47天又3小時突破三億觀看次數。
2022年1月9日，音樂錄影帶歷時121天又3小時突破四億觀看次數。

## 预告
| 發佈日期      | 链接                                         |
| 2021年8月28日 | , [2021-09-02], （原始内容存档于2022-01-14） |
| 2021年9月1日  | , [2021-09-02], （原始内容存档于2022-04-22） |
| 2021年9月3日  | , [2021-09-02], （原始内容存档于2022-01-01） |
| 2021年9月8日  | , [2021-09-07], （原始内容存档于2022-05-06） |

## 曲目
| LALISA   | LALISA   | LALISA                         | LALISA                                  | LALISA   | LALISA |
| 曲序     | 曲目     |                                | 作曲                                    | 编曲     | 时长   |
| -------- | -------- | ------------------------------ | --------------------------------------- | -------- | ------ |
| 1.       | LALISA   | TEDDY Bekuh BOOM  | 24 Bekuh BOOM TEDDY                     | 24       | 3:21   |
| 2.       | MONEY    | Bekuh BOOM Vince               | 24 Bekuh BOOM R.Tee  Vince | 24 R.Tee | 2:49   |
| 总时长： | 总时长： | 总时长：                       | 总时长：                                | 总时长： | 6:10   |

| LALISA – 僅限實體版（特別收錄） | LALISA – 僅限實體版（特別收錄） | LALISA – 僅限實體版（特別收錄） | LALISA – 僅限實體版（特別收錄） | LALISA – 僅限實體版（特別收錄） |
| 曲序                            | 曲目                            | 作曲                            | 编曲                            | 时长                            |
| ------------------------------- | ------------------------------- | ------------------------------- | ------------------------------- | ------------------------------- |
| 3.                              | LALISA（Inst.）                 | 24 Bekuh BOOM TEDDY             | 24                              | 3:21                            |
| 4.                              | MONEY（Inst.）                  | 24 Bekuh BOOM R.Tee Vince       | 24 R.Tee                        | 2:49                            |
| 总时长：                        | 总时长：                        | 总时长：                        | 总时长：                        | 12:20                           |

## 音樂現場
| 音樂節目現場 | 音樂節目現場    | 音樂節目現場  | 音樂節目現場  |
| 電視台       | 節目名稱        | 日期          | 官方影片      |
| LALISA       | LALISA          | LALISA        | LALISA        |
| ------------ | --------------- | ------------- | ------------- |
| NBC          | 吉米·法伦今夜秀 | 2021年9月11日 | [ 10 ]        |
| SBS          | 人氣歌謠        | 2021年9月19日 | [ 11 ]        |
| SBS          | 人氣歌謠        | 2021年9月26日 | [ 12 ] [ 13 ] |
| MBC          | Show! 音樂中心  | 2021年9月25日 | [ 14 ]        |

## 歌曲構成
「我認為《LALISA》很好地表現了我名字的力量和自信。 選擇我的名字作為專輯名的特別理由是想要展現帥氣的樣子。這意味著個人專輯本身就是我自己。」 - Lisa在2021年9月10日時於記者會上表示。
主打歌《LALISA》取自Lisa的真名，直接表現了名字的力量和自信。刺激的銅管樂器和讓人聯想到警笛的動感節奏相結合，給聽眾帶來了緊張感和刺激感。 另外，「LALISA」一詞的反復節奏在音樂上被利用，展現出成為機智的合唱線條。 特別是不斷變化的編曲結果、隱藏在歌詞中的「黑色」和「粉紅色」的視覺對比和緊張的聽覺要素、動感說唱等，產生了更強的協同效果。
第二首收錄曲《MONEY》這是一首既簡約又幹練的嘻哈歌曲。 保持了以BLACKPINK的活動時展現的音樂紋理，作為Solo Artist 加倍展現了鮮明華麗的魅力。節奏由上癮的銅管樂器和強烈的鋼琴聲主導，後半段的Dance break和直言不諱的歌詞一起戲劇性地將歌曲的氛圍推向高潮。

## 概念與標題
2021年9月7日，經紀公司YG官方表示，Lisa即將發行「包含她自己的本名、她的自信、她的驕傲和對她自己的愛」的個人專輯。Lisa一直以來通過自己的個人頻道Lilifilm已經充分展示了自我，並以她自己的本名為傲。Lilifilm展示了她作為一名藝術家所能展示的多重面貌，並揭露了真實的她。她從第一個1分12秒的練習視頻，到敘事的「LILI’s FILM：[The Movie]」都創造了記錄。Lisa將於10日下午12點，更清晰地向公眾展示她的色彩。通過將強勁的嘻哈音樂、魅力十足的說唱，代表她最巔峰的表演結合在一起，展現了Lisa的音樂認同感。預告展現了她至今為止的魅力的結晶。通過之前的造型內容可以看出她的SOLO概念添加了多種顏色和大膽的造型，預示著「視覺終結者」即將登場。
Lisa的SOLO主打歌《LALISA》是讓人聯想到警笛的挑釁性的銅管和動感的節奏相協調的歌曲。充滿緊張感的聽覺要素與更加有力和充滿活力的Lisa的RAP相遇，散發出爆發性的協同效應。歌詞中隱藏的「黑色」和「粉色」的視覺對比是「LALISA」中特別的欣賞亮點。把自己的名字放在首位的Lisa的直言法也非常突出。一開始，她以充滿了「看我的背影就知道」的歌詞。在音樂上使用的「LALISA」一詞的反復，多彩的編曲結構將她變化多端的魅力極大化。
如果主打歌專注於LISA的原貌，那麼b side歌曲《MONEY》是一首將她的輝煌加倍的歌曲。它在精緻的嘻哈音樂中加入了充滿LISA魅力的歌詞。這兩首歌TEDDY、24、Bekuh BOOM、Rtee等代表YG的最強製作人聯合。
Lisa參與了專輯製作過程的各個方面，包括MV編舞、造型和封面設計。就像歌曲中的自己一樣，她也隱藏了一個溫暖的信息，即希望每個人都過上愛自己的生活。作為獨唱藝術家，LISA的再發現引起人們的關注。這是LISA的第一張個人專輯。
Lisa於記者會上表示「我想拍我最精彩的一幕。我想讓大家看到LALISA本身，所以才會這樣。」，她把這首歌改編成了泰國的風格，並融入了泰國舞蹈和元素進去，融入了符合「Lisa」這個人的個人元素進去。

## 評論聲譽
| 評論得分       | 評論得分 |
| 來源           | 評分     |
| -------------- | -------- |
| 《新音乐快递》 | [ 19 ]   |

《Lalisa》收到許多正負面評價。《新音乐快递》的賴安·戴利（Rhian Daly）稱這張專輯「令人失望地平庸」，指出歌曲製作的品質很差。她批評單曲〈LALISA〉是一首彆扭的歌，並覺得B面單曲〈MONEY〉更讓人失望。
另一方面，《Beats Per Minute》的編輯Chase McMullen覺得Lisa自信的表演佔據了中心位置，並稱讚她能夠在歌曲的各個部分之間平滑過渡，「讓每個部分都感覺非常自然」，並稱讚了Lisa的說唱、唱歌和舞蹈技巧。《Pinkvilla》的編輯Anwaya Mane稱讚Lisa「大膽而自信的說唱」以及她「無與倫比且令人敬畏的高能量表演」。她將《Money》描述為「一種流暢和對話式的說唱」，展示了Lisa的不同一面。

## 商業表現
2021年8月26日，Lisa的首張個人單曲專輯在開放預購的四天內，預售量突破70萬張，成為韓國女性個人歌手最暢銷的單曲專輯。
9月13日，《LALISA》實體專輯開售9月10日當天售出了338,612張，並於9月13日累積426,967張的銷售量。
9月16日，《LALISA》實體專輯累積736,221張的銷售量，成為首位首週破70萬銷量的韓國藝人。

## 榜單表現
2021年9月10日，《LALISA》在全球上架，於當日9月10日旋即橫掃60個國家的iTunes音樂下載排行榜冠軍，截至9月13日為止，共登上72個國家的iTunes音樂下載排行榜冠軍。
在Spotify上，《LALISA》隨即拿下320萬次串流，收錄曲《MONEY》則是拿下230萬次串流。
9月21日，主打曲《LALISA》在告示牌百大單曲榜（Billboard Hot 100）上排名第84，同時這首歌也在告示牌全球二百大單曲榜和告示牌美國除外全球兩百大單曲榜上拿下全球排名第2的名次。
10月19日，收錄曲《MONEY》登上告示牌全球二百大單曲榜第10名，告示牌美國除外全球兩百大單曲榜登上第7名。
11月2日，收錄曲《MONEY》在告示牌百大單曲榜（Billboard Hot 100）上排名第90，成為Lisa第二首登上告示牌百大單曲的歌曲，並成為首位全專都登上告示牌百大單曲的個人韓國女歌手，同時該曲也再次登上告示牌美國除外全球兩百大單曲榜第9名，更是成為她數週登上該榜單的歌曲，再次創下全新紀錄。
11月9日，收錄曲《MONEY》在告示牌百大單曲榜（Billboard Hot 100）上排名第93，成為首位在告示牌熱百兩週的個人韓國女歌手，此外，收錄曲《MONEY》再次登上告示牌美國除外全球兩百大單曲榜登上第10名，成為她連續四週入該榜單的歌曲，包含主打曲《LALISA》，Lisa成為首位六週都進入此榜單的個人韓國女歌手。
截至2022年9月7日為止，歌曲《LALISA》共登上101個國家的iTunes音樂下載排行榜冠軍。

## 排行榜
| 排行榜(2021)                 | 峰值 位置 |
| ---------------------------- | --------- |
| 比利時瓦隆（Ultratop專輯榜） | 144       |
| 韓國專輯排行榜 (Gaon音樂榜)  | 1         |

| 排行榜(2021)          | 峰值 位置 |
| --------------------- | --------- |
| 韓國專輯排行榜 (Gaon) | 4         |

| 排行榜(2021-2022)     | 峰值 位置 |
| --------------------- | --------- |
| 韓國專輯排行榜 (Gaon) | 4         |

| 排行榜 (2021)               | 峰值 位置 |
| --------------------------- | --------- |
| 韓國專輯排行榜 (Gaon音樂榜) | 3         |

| 排行榜 (2021)         | 峰值 位置 |
| --------------------- | --------- |
| 韓國專輯排行榜 (Gaon) | 10        |

| 排行榜 (2021)         | 峰值 位置 |
| --------------------- | --------- |
| 韓國專輯排行榜 (Gaon) | 38        |

| 排行榜 (2021)               | 位置 |
| --------------------------- | ---- |
| 韓國專輯排行榜 (Gaon音樂榜) | 20   |

## 銷量認證
| 地區                     | 认证    | 认证单位/销量 |
| ------------------------ | ------- | ------------- |
| 中國                     | —       | 785,724       |
| 韓國（韓國音樂內容協會） | 2× 白金 | 813,300       |

## 發行歷史
| 地區 | 日期           | 格式                   | 廠牌               |
| ---- | -------------- | ---------------------- | ------------------ |
| 全球 | 2021年9月10日  | 數位音樂下載、串流媒體 | YG娛樂、新視鏡唱片 |
| 全球 | 2021年9月10日  | CD                     | YG娛樂、新視鏡唱片 |
| 韓國 | 2021年12月27日 | 黑膠唱片               | YG娛樂、新視鏡唱片 |